# EC Innsbruck Pradl
Der EC Innsbruck Pradl (auch EC Pradl) war ein Eishockeyverein aus der Tiroler Landeshauptstadt Innsbruck, der bis 1973 an der zweithöchsten österreichischen Spielklasse, der Oberliga, teilnahm.

## Geschichte
Der EC Innsbruck Pradl wurde 1959 gegründet und nahm ab mindestens 1965 an der zweiten österreichischen Spielklasse, der damaligen Nationalliga A, teil. 1968 wurde mit der Oberliga eine neue zweite Spielklasse gegründet, deren erster Meister den EC Pradl 1969 wurde. Verbunden damit war der Aufstieg in die Eishockey-Bundesliga zur Saison 1969/70, in der auch der Lokalrivale EV Innsbruck spielte. Nach einer eine Spielzeit in der höchsten Liga stieg Innsbruck Pradl wieder in die Oberliga ab. Im Jahr 1973 fusionierten der EV Innsbruck mit Innsbruck Pradl zum EC Innsbruck, der in den folgenden Jahren aufgrund wechselnder Sponsoren unter verschiedenen Bezeichnungen in der Bundesliga auflief.

## Erfolge
- 1969 Meister der Oberliga
- 1969 Aufstieg in die Bundesliga

## Bekannte ehemalige Spieler
- Mike Savage
- Peter Zini
- Barry Tait
- Gerhard Wegscheider